# Ninurta-apil-Ekur
Ninurta-Apil-Ekur ou Ninurta-Apal-kur, roi d'Assyrie de 1193 à 1180 ou 1182 à 1180 (Amélie Kuhrt).
C'est un descendant de Adad-Nirâri Ier. Ninourta-Apal-Ekur est le fondateur de la Ve dynastie. Il existe un certain désaccord entre les spécialistes sur la durée de son règne, qui se basent sur les différences entre les divers exemplaires de liste royale Assyrienne. Cela va de seulement 3 ans à 13 ans de règne. La tendance actuelle est de lui accorder le plus court règne, soit de donner raison à Amélie Kuhrt. Son fils, Assur-Dan Ier (ou Assourdan Ier) est l'Empereur suivant.